# Municipio de Sharon (Kansas)
El municipio de Sharon (en inglés: Sharon Township) es un municipio ubicado en el condado de Barber en el estado estadounidense de Kansas. En el año 2010 tenía una población de 356 habitantes y una densidad poblacional de 1,89 personas por km².

## Geografía
El municipio de Sharon se encuentra ubicado en las coordenadas 37°17′29″N 98°24′22″O / 37.29139, -98.40611. Según la Oficina del Censo de los Estados Unidos, el municipio tiene una superficie total de 188.49 km², de la cual 188,34 km² corresponden a tierra firme y (0,08 %) 0,15 km² es agua.

## Demografía
Según el censo de 2010, había 356 personas residiendo en el municipio de Sharon. La densidad de población era de 1,89 hab./km². De los 356 habitantes, el municipio de Sharon estaba compuesto por el 94,38 % blancos, el 0,56 % eran afroamericanos, el 1,4 % eran amerindios, el 0,56 % eran asiáticos y el 3,09 % eran de una mezcla de razas. Del total de la población el 0,28 % eran hispanos o latinos de cualquier raza.